# Тютюнжиев, Христофор Артемьевич
Христофор Артемьевич Тютюнжиев (25 сентября 1920 — ?) — слесарь-механик завода при Научно-исследовательском институте «Фонон» Министерства электронной промышленности СССР, участник Великой Отечественной войны. Герой Социалистического Труда (1971).

## Биография
Родился 25 сентября 1920 года в городе Москве в семье рабочего. По национальности — армянин. В пять лет остался без матери, воспитывался отцом. Окончил 7 классов школы №12 Ленинского района города Москвы.
Трудовую деятельность начал в феврале 1938 года: поступил учеником слесаря-инструментальщика на завод № 203 имени Орджоникидзе Г.К. Наркомата электропромышленности СССР, выпускавшим навигационные приборы и аппаратуру связи (авиационные, танковые и войсковые радиостанции).
В сентябре 1940 года был призван в Красную Армию Ленинским райвоенкоматом города Москвы. Участник Великой Отечественной войны с 1941 года. Воевал пехоте на Центральном, Юго-Западном, 4-м Украинском, 1-м прибалтийском и 3-м Белорусском фронтах. Был дважды ранен, награжден двумя орденами Славы. Демобилизован в 1946 году.
После демобилизации вернулся в Москву. В том же году поступил на работу на Государственный союзный специализированный завод № 633 (п/я 2374). В 1949 году завод был преобразован во Всесоюзный научно-исследовательский институт пьезокварца.
Проработал на этом предприятии до выхода на пенсию. Трудился радиомонтажником, распиловщиком кристаллов, бригадиром наладчиков, слесарем-механиком, наладчиком оборудование электровакуумных приборов. За годы работы проявил себя высококвалифицированным специалистом. Активно участвовал в освоении, запуске и ремонте сложнейшего, уникального для электронной промышленности оборудования. Как на заводе так и на филиалах объединения «Фонон». На предприятии ведись разработка и изготовление пьезоэлектронных приборов стабилизации частоты — кварцевых генераторов и резонаторов.
Указом Президиума Верховного Совета СССР от 26 апреля 1971 года («закрытым») за выдающиеся заслуги в выполнении плана, создании новой техники и развитии электронной промышленности Христофору Арьемьевичу Тютюнжиеву было присвоено звание Герой Социалистического Труда с вручением ордена Ленина и золотой медали «Серп и Молот».
В 1980 году вышел на пенсию, но еще несколько лет продолжал трудиться на предприятии. Проживал в Москве.

## Награды
Христофор Артемьевич Тютюнжиев имел следующие награды:
- Герой Социалистического Труда (26 апреля 1971, орден Ленина — № 396639 и медаль «Серп и Молот» — № 16982);
- Орден Октябрьской Революции (8 августа 1986);
- Орден Отечественной войны 1-й степени (11 марта 1985)
- 2 ордена Трудового Красного Знамени (29 июля 1966 и 8 июня 1977);
- Орден Славы 2-й степени (18 мая 1945);
- Орден Славы 3-й степени (31 мая 1945);
- так же ряд медалей;
- Знак «Почётный радист».